# Воронівка (Обухівський район)
Вороні́вка — село в Україні, у Обухівському районі Київської області. Населення становить 30 осіб. Через село протікає річка Леглич.
Заснована на початку 18 століття, назву отрималал на честь тодішніх власників Ржищева Вороничів[джерело?].
| Україна | Це незавершена стаття з географії України. Ви можете допомогти проєкту, виправивши або дописавши її. |